# Martin Litchfield West
Martin Litchfield West (23. září 1937, Londýn – 13. červenec 2015, Oxford) byl britský badatel v oblasti klasických studií. Jeho manželkou se v roce 1960 stala Stephanie Pickard, působící ve stejném oboru, s níž má syna a dceru. V roce 1973 byl zvolen členem Fellow of the British Academy, čímž se v té době stal druhým nejmladším zvoleným členem, v roce 2014 získal Řád Za zásluhy.
Absolvoval londýnskou St Paul's School a oxfordskou Balliol College. Od roku 1960 do roku 1963 se věnoval výzkumu oxfordské St John’s College a poté působil na University College na téže univerzitě. Od roku 1974 působil jako profesor řečtiny na londýnské Bedford College, po sloučení této instituce s Royal Holloway College v roce 1985 se však navrátil od Oxfordu. Zde se stal výzkumníkem na All Souls College.
Jeho práce byla zaměřena především na starořeckou poesii a jeho komentované edice Hésiodovy Theogonie a Práce a dní se staly standardem. Vytvořil také příručky pro práci s textovou kritikou, řeckým metrem a hudbou. Zabýval se vztahem řecké a předovýchodní literatury a výsledky své práce shrnul v díle The East Face of Helicon z roku 1997. Na rozdíl od většinového názoru zastával názor že Hésiodova práce je starší než Homérova.